# Будкін Олександр Ельгізарович
Олександр Ельгізарович Будкін (рос. Александр Эльгизарович Будкин; 8 вересня 1986, м. Челябінськ, СРСР) — російський хокеїст, захисник. Виступає за «Спартак» (Москва) у Континентальній хокейній лізі.
Виступав за «Трактор» (Челябінськ), «Кристал» (Саратов), «Динамо» (Москва), «Сєвєрсталь» (Череповець).
Досягнення
- Володар Кубка Шпенглера (2008).